# 마흐무드 A. 아스라르
마흐무드 안줌 아스라르(튀르키예어: Mahmud Anjum Asrar, 1976년 11월 20일 ~ )는 터키 태생의 만화가이다. 터키 앙카라에서 오스트리아인 어머니와 파키스탄인 아버지에게서 태어났다. 미국 만화를 비롯한 서구 만화에서 작화를 그리고 있는데, 대표작으로 이미지 코믹스의 《다이너모 파이브》, DC 코믹스의 《슈퍼걸》이 있다.

## 저작

### DC 코믹스
- 슈퍼걸(6부) #1-7, #9-12, #14-17, #19-20, #0 (2011-13)

### 마블 코믹스
- 올뉴 엑스맨 #20, #31-36, #40-41 (2014-15)
- 울버린과 엑스맨(2부) #1-6 (2014)

### 이미지 코믹스
- 인빈시블 #20 (2005)
- 다이너모 파이브 #0-25 (2007-09)